# زنان زندانی بند ۹
زنان زندانی بند ۹ (آلمانی: Frauen für Zellenblock 9) یک فیلم بهره‌کشی ترسناک و اکشن به کارگردانی خسوس فرانکو است که در سال ۱۹۷۷ منتشر شد. از بازیگران آن می‌توان به هوارد ورنون و دورا دال اشاره کرد.